# Spinoleioposopus baloghi
Spinoleioposopus baloghi là một loài bọ cánh cứng trong họ Cerambycidae.